# Richard Alpert (Lost : Les Disparus)
 (novembre 2015).
Pour les articles homonymes, voir Richard Alpert et Alpert.
Richard Alpert est un personnage fictif du feuilleton télévisé Lost : Les Disparus. Il est interprété par l'acteur Nestor Carbonell.
Alpert est introduit dans un flashback du personnage Juliet Burke (interprété par Elizabeth Mitchell), où il prétend être docteur pour une compagnie de biosciences appelée Mittelos Bioscience ; cependant, il est plus tard identifié comme étant un membre d'une faction indigène de l'île appelée les « Autres », où il joue un rôle dans la hiérarchie du groupe comparable à celle du Panchen-lama dans le bouddhisme selon les producteurs du feuilleton. Une facette importante du personnage est son apparente incapacité de vieillir ; il a été vu avec un aspect physique semblable dans des flashbacks entre les années 1950 et en 2004.

## Biographie fictive

### Années 1860
En 1867, Richard Alpert est un Espagnol connu sous le nom de Ricardo qui vit dans les îles Canaries avec sa femme, Isabella, gravement malade. Richard promet de la sauver et arrive à la maison d'un docteur. Le médecin a le médicament qui peut l'aider, mais refuse d'accepter la croix en or d'Isabella à titre de paiement. Richard insiste auprès du médecin et dans la bagarre, le docteur se cogne la tête sur une table et meurt. Richard prend le médicament et retourne immédiatement voir Isabella pour constater sa mort. Il est ensuite arrêté pour meurtre et condamné à être pendu. Quand vient le moment de son exécution, le Père Suarez, un prêtre, le vend à Magnus Hanso, qui va vers le Nouveau Monde. Richard, maintenant esclave, est enchaîné sous le pont du Rocher Noir (Black Rock), qui est pris dans une tempête et fait naufrage sur l'île, après être entré en collision avec la statue à quatre orteils de Taouret. Les autres esclaves survivants sont exécutés par Jonas Whitfield, un officier du navire. Avant que Richard ne soit tué, le monstre de fumée arrive et tue tous les survivants sauf Richard. Alors qu'il tente de se libérer lui-même, une vision de sa femme apparait et lui dit qu'ils sont en enfer. Elle est ensuite apparemment tuée par le monstre. Richard reçoit plus tard la visite de l'homme en noir, le monstre de fumée sous forme humaine. L'homme en noir le libère à la condition que Richard l'aide.
L'homme en noir dit à Richard qu'ils sont en enfer et qu'il doit tuer Jacob, auquel il se réfère comme le diable, afin de retrouver sa femme. L'homme en noir lui donne un poignard et l'envoie tuer Jacob, qui vit au pied de la statue. Quand Richard arrive, il est attaqué par Jacob. Richard dit à Jacob qu'on lui a dit qu'il était le diable et qu'il avait sa femme. Jacob réussit à convaincre Richard qu'il est encore vivant et non pas en enfer. Jacob explique à Richard que l'île est comme un bouchon dans une bouteille de vin qui maintient le Mal. L'homme en noir pense que l'humanité est mauvaise et corrompue, tandis que Jacob veut prouver à l'homme en noir que l'homme peut faire le bien et amène des gens jusqu'à l'île pour le contredire. Jacob décide alors de donner à Richard un emploi en tant que son représentant face à la population qui viendra sur l'île dans l'avenir. En échange, Jacob accorde l'immortalité à Richard, après avoir précisé qu'il n'était pas en mesure de faire revenir Isabella d'entre les morts ou de l'absoudre de ses péchés. Richard retourne voir l'homme en noir et lui dit qu'il se joint à Jacob. L'homme en noir informe Richard qu'il a trouvé la croix d'Isabella sur le navire et que son offre tient toujours s'il change d'avis. Richard prend la croix et l'enterre au pied d'un arbre.

### Années 1950
On retrouve Richard plus tard en 1954 où il dirige alors un groupe d'« Autres » qui vient de tuer un détachement de dix-huit soldats américains envoyés sur l'île avec une bombe à hydrogène. Richard leur avait demandé de partir, mais devant leur refus, fut « forcé » de les tuer, prétendant qu'il ne faisait que suivre les ordres d'une personne plus haut placée.
Les « Autres » capturent Daniel Faraday, Miles Straume et Charlotte Lewis dans la jungle lors d'un saut dans le temps en 1954. Alpert croit qu'ils ont été envoyés par les militaires pour rechercher la bombe ; Faraday confirme afin d'y accéder. Faraday déclare alors son amour pour Charlotte assurant ainsi à Richard qu'il n'essaiera pas de la faire exploser ; ce dernier permet à contre-cœur à Faraday de voir la bombe. Peu après, John Locke entre dans le camp après avoir suivi le jeune Charles Widmore. Locke essaye de continuer une conversation qu'il a commencé avec Alpert dans le futur, mais celui-ci est sceptique. Lorsqu'il mentionne Jacob et lui montre la boussole qu'il lui a donné dans le futur, il convainc Alpert de l'écouter. Il dit à Alpert que s'il est soupçonneux de ses voyages dans le temps, Alpert devrait lui rendre visite sur son lieu de naissance dans deux ans en guise de preuve. Cependant, Locke n'arrive pas à convaincre Alpert de lui indiquer comment quitter l'île avant qu'un autre saut dans le temps ne se produise.
Alpert se rend sur le lieu de naissance de Locke, deux ans après, le 30 mai 1956. Cinq ans après, il rend visite à Locke pour lui faire passer un test, comme ceux administrés par le Panchen-lama aux potentiels Dalai-lama, soi-disant pour rentrer dans une école spéciale. Il montre à Locke plusieurs objets, y compris la boussole, et demande à Locke d'identifier les objets qui lui appartiennent. Locke choisit le couteau et Alpert, irrité par cet échec, part précipitamment et lui dit qu'il n'est pas prêt. Alpert essaye de nouveau de recruter Locke dans les années 70, cette fois dans un programme d'internat avec les laboratoires Mittelos à Portland, mais Locke, alors adolescent, refuse.

### Années 1970
En 1973, Alpert rencontre le jeune Benjamin Linus dans la jungle. Ben exprime son désir de fuir son père, un membre du groupe de recherche scientifique appelé le Projet Dharma, et joint les « Autres ». Alpert se rend compte que Ben est spécial quand Ben mentionne voir sa mère décédée dans la jungle. Il accepte la demande de Ben mais lui indique qu'il devra être patient.
En 1974, Richard entre dans les baraquements du Projet Dharma et demande pourquoi la trêve a été rompue à la suite de la disparition de deux membres de son groupe, tués par Sawyer et Juliet après un saut dans le temps. Sawyer parvient à apaiser Richard en lui expliquant qu'ils ne font pas partie du Projet Dharma et pour preuve, il lui rappelle sa rencontre avec Locke dans les années 50. En 1977, Richard rencontre de nouveau Sawyer dans la jungle avec Kate Austen et Benjamin Linus blessé. Il avertit Sawyer et Kate qu'en sauvant la vie de Ben, il ne se rappellera plus cet évènement et qu'il perdra son innocence. Sawyer et Kate acceptent et Richard emmène Ben au temple. Peu de temps après que cet échange, Alpert est brièvement réprimandé par Charles Widmore pour avoir amené Ben au camp.
Plus tard, il a une autre rencontre avec Daniel Faraday qui exige de voir Eloise Hawking et la bombe qu'il leur a dit d'enterrer. Eloise tire dans le dos de Daniel, au mécontentement de Richard, mais avant de mourir, Daniel parvient à dire à Eloise qu'elle est sa mère. Eloise, convaincue que Daniel a dit la vérité, se rend sur le lieu où se situe la bombe à hydrogène avec Alpert, Jack Shephard, et plus tard Sayid Jarrah. Sur le chemin, Richard confie à Jack qu'il pense que John Locke n'est pas « spécial ». Jack insiste sur le fait que Richard doit avoir foi en Locke.

### Années 1980 et 1990
En 1988, Alpert observe les tensions entre Charles Widmore et Ben Linus quand Ben désobéit à Widmore en épargnant la vie de Danielle Rousseau et en enlevant sa fille, Alex. Au début des années 90, Ben aide Alpert en tuant les membres du Projet Dharma avec un gaz toxique. Après la purge, en 1992, Richard est aux côtés de Ben lors du bannissement de Charles Widmore.

### Années 2000
En 2001, Alpert tente de recruter Juliet pour Mittelos Biosciences. Juliet refuse tout d'abord l'offre, en prétextant que le seul moyen pour qu'elle accepte serait que son employeur et ex-mari soit renversé par un bus, ce qui devient réalité peu de temps après. Alpert renouvelle sa demande et Juliet accepte. Alpert admet alors que la compagnie n'est pas vraiment à Portland mais sur une île. Trois ans après, quand le vol Oceanic 815 se crashe sur l'île, Alpert est à Miami pour filmer la sœur de Juliet en train de jouer avec son jeune fils, vidéo que Ben montre ultérieurement à Juliet.
Alpert rencontre Locke de nouveau, en 2004, quand ce dernier infiltre les baraquements occupés par les « Autres » et détruit leur sous-marin pour empêcher Jack et Juliet de quitter l'île. À la demande de Ben, Alpert cherche Anthony Cooper, le père de Locke. Ben demande alors à Locke de le tuer devant les « Autres », sachant qu'il n'en serait pas capable. Locke est publiquement humilié quand il refuse. Le jour suivant, Alpert laisse entendre à Locke qu'il n'est pas satisfait de la conduite de Ben et l'informe que Sawyer a un lien avec Cooper qui l'inciterait à tuer ce dernier, Cooper ayant été l'homme dont l'escroquerie a entrainé la mort de ses parents. Alpert est ensuite chargé par Ben d'emmener les « Autres » au temple, un endroit sûr, pendant que Ben va à la rencontre des survivants du vol 815.
Après que Ben ait été fait prisonnier par Martin Keamy et par l'équipe de mercenaires envoyée sur l'île par Charles Widmore, Alpert capture Kate et Sayid pour obtenir leur aide afin de délivrer Ben. Lorsque Ben est sauvé, Alpert tire à plusieurs reprises sur Keamy, mais reste en vie grâce à son gilet pare-balles. Une fois que Ben s'est rendu dans la station Dharma appelée « l'Orchidée » et a déplacé l'île, les survivants se déplacent dans le temps tandis qu'Alpert et les « Autres » restent dans le présent.
Pendant un saut dans le temps, Alpert soigne la jambe de Locke et lui donne la boussole que Locke lui donnera lui-même en 1954. Il dit à Locke que la seule manière de sauver l'île est de ramener les « Six d'Oceanic ». Quand Locke demande comment il pourra faire ceci, Alpert lui répond qu'il devra mourir. Il s'agit en fait de Locke lui-même qui a demandé à Richard de dire cela au Locke venu du passé. Au camp des « Autres », Sun-Hwa Kwon demande à Alpert s'il se rappelle les survivants coincés dans le passé. Il lui répond positivement et dit qu'il les a vus mourir. Locke convainc Alpert de l'emmener avec les « Autres » présents (un deuxième groupe demeure au temple) voir Jacob. Richard les mène à la statue de Taouret dans laquelle vit Jacob. Locke s'y rend avec Ben en dépit des recommandations de Richard. Pendant que Ben et Locke parlent avec Jacob, Ilana et son groupe arrivent au camp. Elle s'adresse à Richard comme Ricardus et lui demande « Qu'est-ce qu'il y a dans l'ombre de la statue ? ». Il répond en latin « Ille qui nos omnes servabit » (Celui qui nous sauvera tous). Elle ouvre la caisse que ses compagnons ont apportée avec eux, révélant le cadavre de Locke : l'homme rendant visite à Jacob est un imposteur.
Quand Ben émerge de la statue et annonce que « John » souhaite parler à Richard, Richard jette Ben sur le sol en face du cadavre de Locke. Richard se rend compte que l'homme en noir a pris l'apparence de Locke lorsque ce dernier lui annonce qu'il est bon de le voir hors de ses chaînes. L'homme en noir le frappe, rendant Richard inconscient, et l'emmène avec lui. Plus tard, l'homme en noir délivre Richard qu'il avait attaché à un arbre et lui explique qu'il a pris l'apparence de Locke car c'était un candidat. Il demande ensuite à Richard de venir avec lui, mais il refuse. Richard se rend ensuite au temple et s'aperçoit que tout le monde a été tué. Lorsqu'il tombe sur Jack et Hurley dans la jungle, à la recherche du temple, il les mène au Rocher Noir et leur annonce qu'il est venu sur l'île à bord de ce bateau. Richard entre ensuite dans le Rocher Noir et ramasse un bâton de dynamite. Hurley l'avertit alors que la dynamite est instable, mais Richard affirme que sa vie est un mensonge et n'a pas de but, maintenant que Jacob est mort. Jack allume la dynamite et Hurley fuit. Jack dit à Richard qu'il pense qu'ils ne peuvent pas mourir et la dynamite n'explose pas. Après cela, Jack, Hurley et Richard se dirigent vers le camp de la plage, où ils retrouvent Ilana, Sun, Ben, Miles et Frank. Plus tard, Richard souhaite parler à l'homme en noir pour qu'il puisse lui permettre de retrouver sa femme et pour cela, il court à travers la jungle jusqu'à l'endroit où il a enterré la Croix de sa femme. Hurley, qui l'a suivi, l'informe que sa femme, Isabella, souhaite que Richard empêche l'homme en noir de quitter l'île ou ils iront tous en enfer. Contre l'avis de Hurley, Richard, Miles et Ben se rendent aux baraquements pour chercher de la dynamite et détruire l'avion du vol Ajira 316 situé sur l'île de l'Hydre. Quand ils sont dans l'ancienne maison de Ben, Charles Widmore les prévient que l'homme en noir va arriver. Richard est alors projeté en l'air à l'arrivée de l'homme en noir. Miles le retrouve plus tard et lui annonce qu'il vient d'avoir son premier cheveu gris. Ils se rendent ensuite vers l'île de l'Hydre à bord d'une pirogue et retrouvent Frank flottant sur l'eau. Ce dernier les convainc de réparer l'avion, et après avoir été rejoints par Sawyer, Kate et Claire, ils parviennent à quitter l'île.